# Голям зелен ширококлюн
Големият зелен ширококлюн (Calyptomena whiteheadi) е вид птица от семейство Ширококлюнови (Eurylaimidae).

## Разпространение
Видът е ендемичен за остров Борнео. Среща се в Индонезия и Малайзия.

## Описание
Общата дължина на тялото е 24 – 27 см. Теглото на мъжките варира между 142 и 171 g, а на женските между 150 и 163 g.